# Misumenops silvarum
Misumenops silvarum là một loài nhện trong họ Thomisidae.
Loài này thuộc chi Misumenops. Misumenops silvarum được Cândido Firmino de Mello-Leitão miêu tả năm 1929.